# Vavrišovo
Vavrišovo (Hongaars: Vavrisó) is een Slowaakse gemeente in de regio Žilina en maakt deel uit van het district Liptovský Mikuláš. Vavrišovo telt 653 inwoners. Er wordt hier doorgaans alleen Slowaaks gesproken.

## Geschiedenis
Het dorp wordt voor het eerst genoemd in 1231.
Tijdens de late 17e eeuw ontwikkelde zich onder de adel en lijfeigenen verzet tegen de Habsburgse regering. Algemene weerzin leidde tot Rákóczi's Opstand, een onafhankelijkheidsoorlog onder leiding van Frans II Rákóczi.
In 1704 kwam Rákoczi's rebellengroep (Kuruc) Slowakije binnen. Het dorp Vavrišovo werd tijdens de daaropvolgende oorlog platgebrand. In 1708 leed het Kuruc-leger een nederlaag in de Slag bij Trencin. Dit was een keerpunt in de oorlog. De plaats was betrokken bij de Liptov-campagne van augustus 1709. Een van de laatste veldslagen van de opstand vond plaats rond Vavrišovo.

### Naam
Ontwikkeling van de naam van het dorp
- 1346 - Waurisow
- 1360 - Vayrysou
- 1381 - Wauriso
- 1511 - Wawrissow
- 1773 - Wawrissowo , Hongaars Vavrisó

### Gemeente symbolen

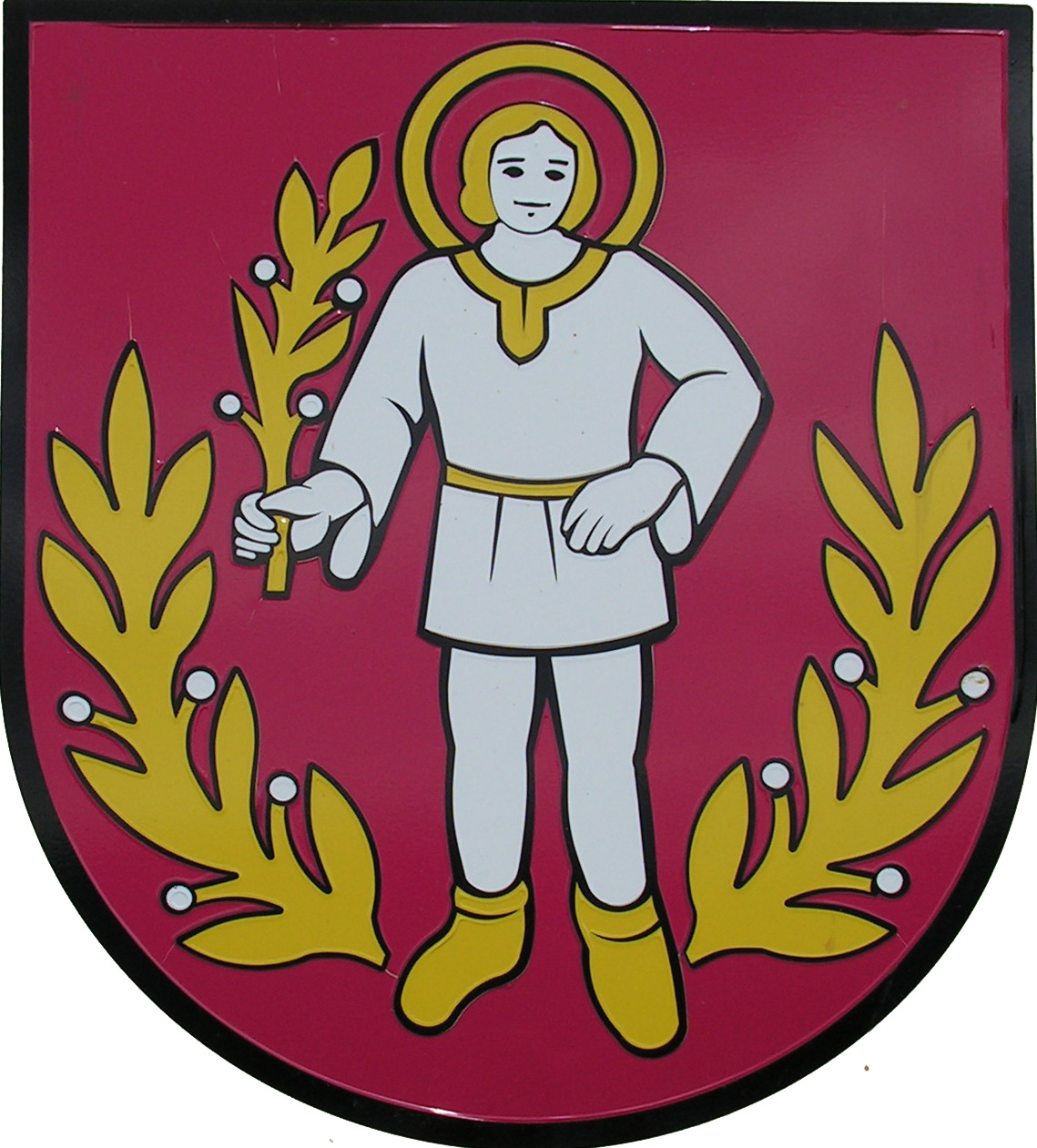
Gemeente symbool

Het wapen, het zegel en de vlag vormen het drietal basissymbolen van het dorp. In het rode schild van de onderkant van twee gouden zilverfruitige lauriertakjes gedraaide, goudgerande, goudharige Sint Laurentius in een zilveren mantel, met links opzij, rechts met een lauriertak van de genoemde tincturen.

### Burgemeesters van Vavrišovo sinds 1944
Overzicht van alle burgemeesters vanaf 1944:
- 1944 František Iľanovský
- 1944 Peter Šimovček
- 1945 Ján Dzuriak
- 1946 Ján Janotka
- 1948 Jozef Jurík
- 1950 Michal Jančuška
- 1953 Jaroslav Krajčí
- 1957 Michal Vongrej
- 1960 Ján Karas
- 1964 Matej Trepáč
- 1971-1990 Ján Janotka
- 1990 Vladimír Grešo
- 1991 Ján Janotka
- 2010 Omubomír Račko
- 2015- Icaubica Chlebová

### Slag om Vavrišovo
Sinds 2009 is er het monument 'Bitka pri Vavrišove'. Met dit standbeeld, bestaande uit een kanon met vier kogels als achtergrond, herdenkt men de Slag om Vavrišovo. Tevens is hier een museum over ingericht dat aan de doorgaande weg is gevestigd.

## Geografie
Vavrišovo ligt op 699 m hoogte en heeft een oppervlakte van 9.906 km2. De gemeente ligt centraal in het noorden van Slowakije in de landstreek Liptov.
Ten oosten stroomt de rivier Belá. Aan de noordkant van Vavrišovo ligt het Hoge Tatragebergte en aan de zuidkant ligt het Lage Tatragebergte.

## Voorzieningen
Vavrišovo heeft twee winkels (waaronder een supermarkt van COOP Jednota), een evangelische kerk, een bibliotheek, een kleuterschool en twee campings.

## Fotogalerij

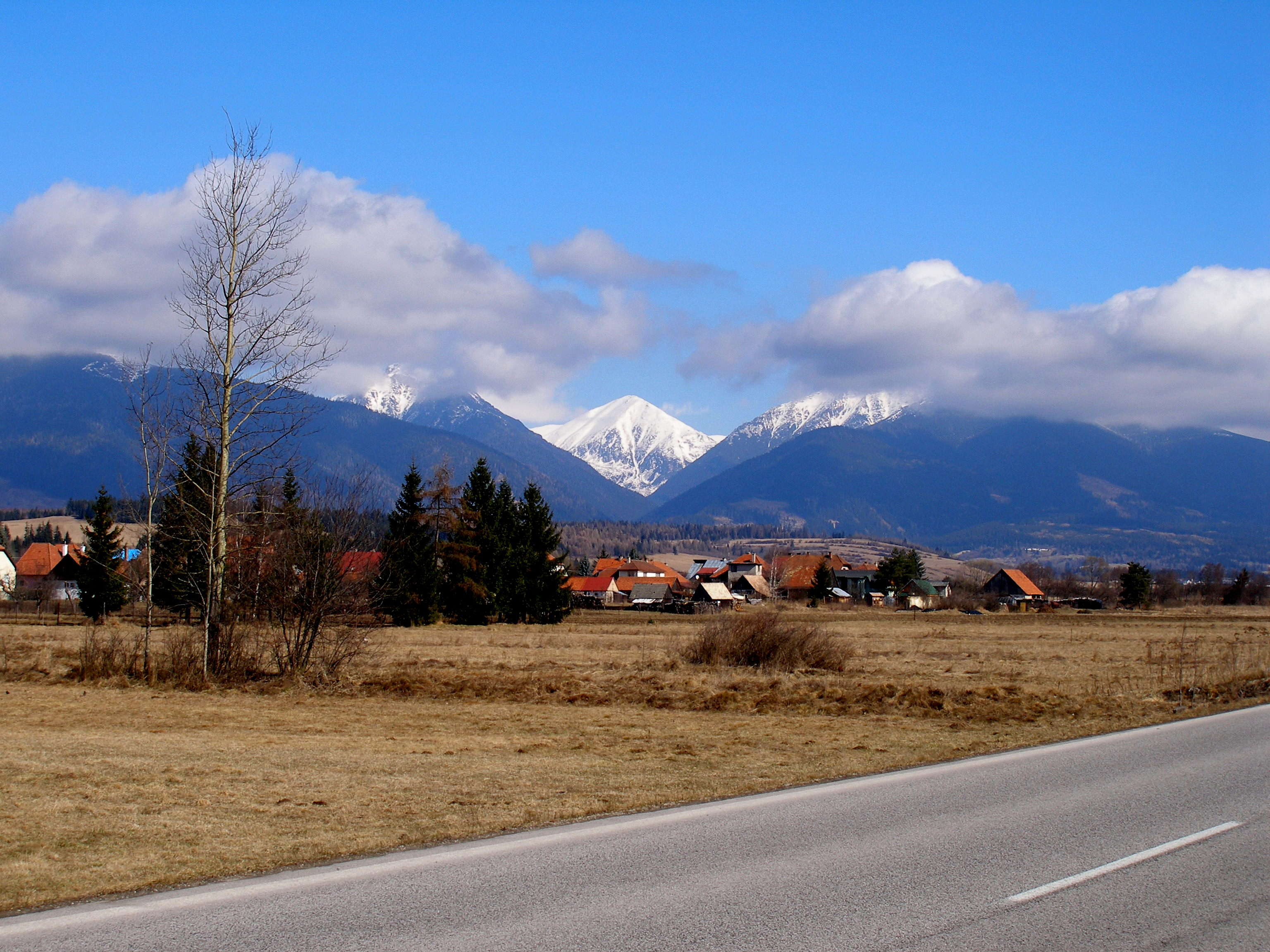
Vavrišovo
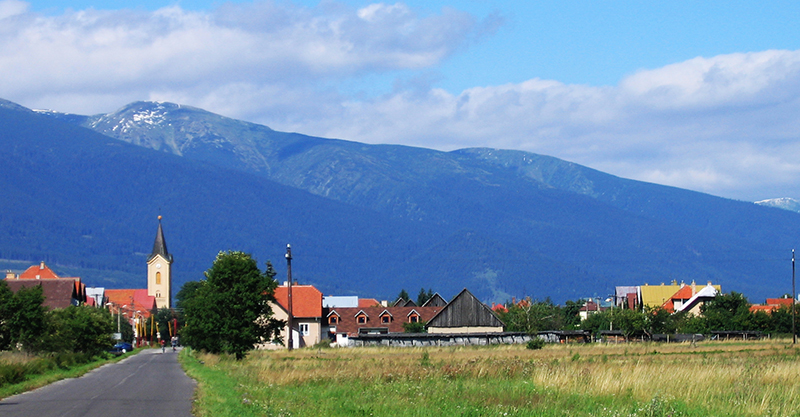
Vavrišovo gezien vanuit de doorgaande weg.
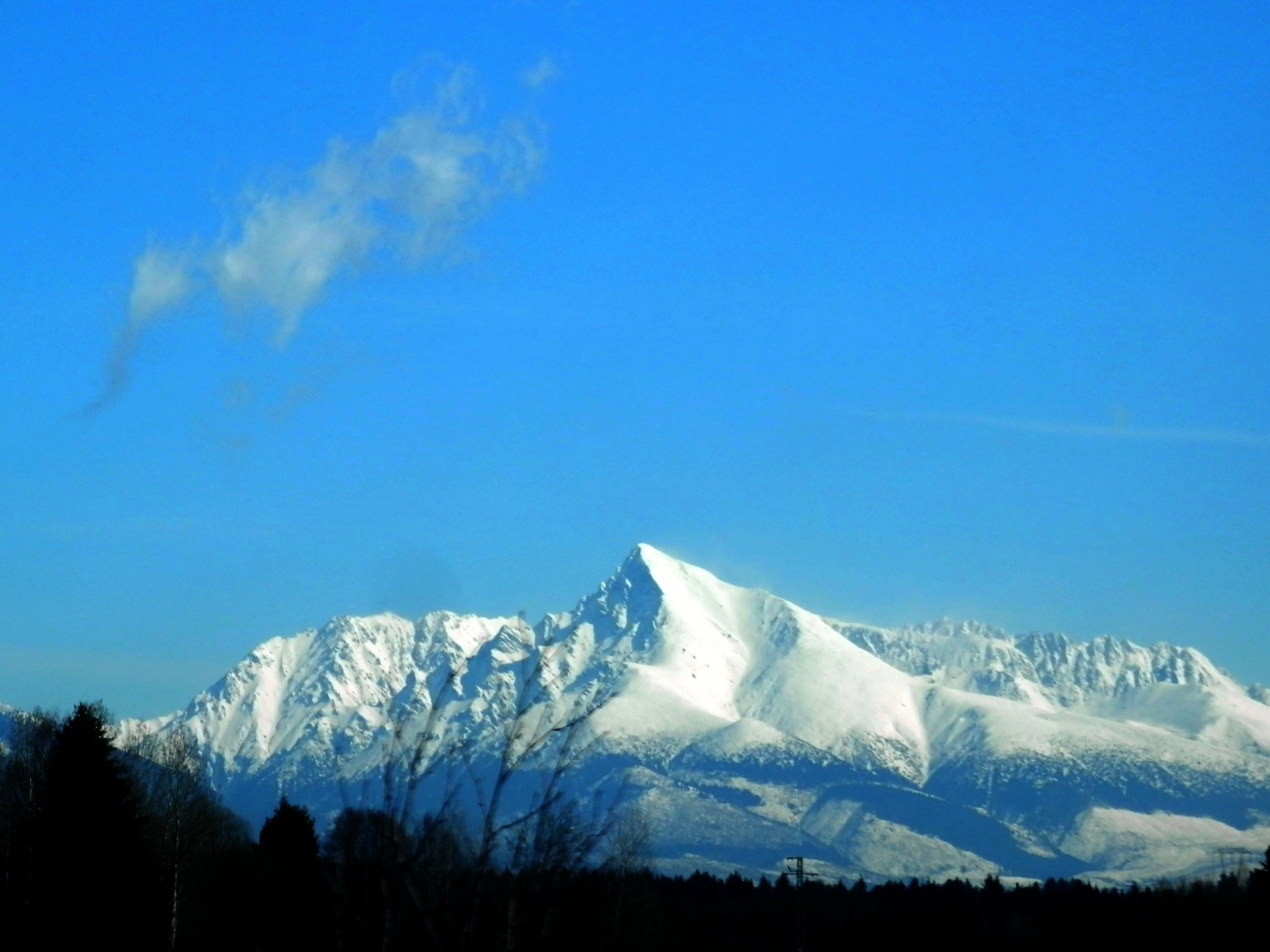
Kriváň (de bekendste berg in Slowakije) gezien vanuit Vavrišovo
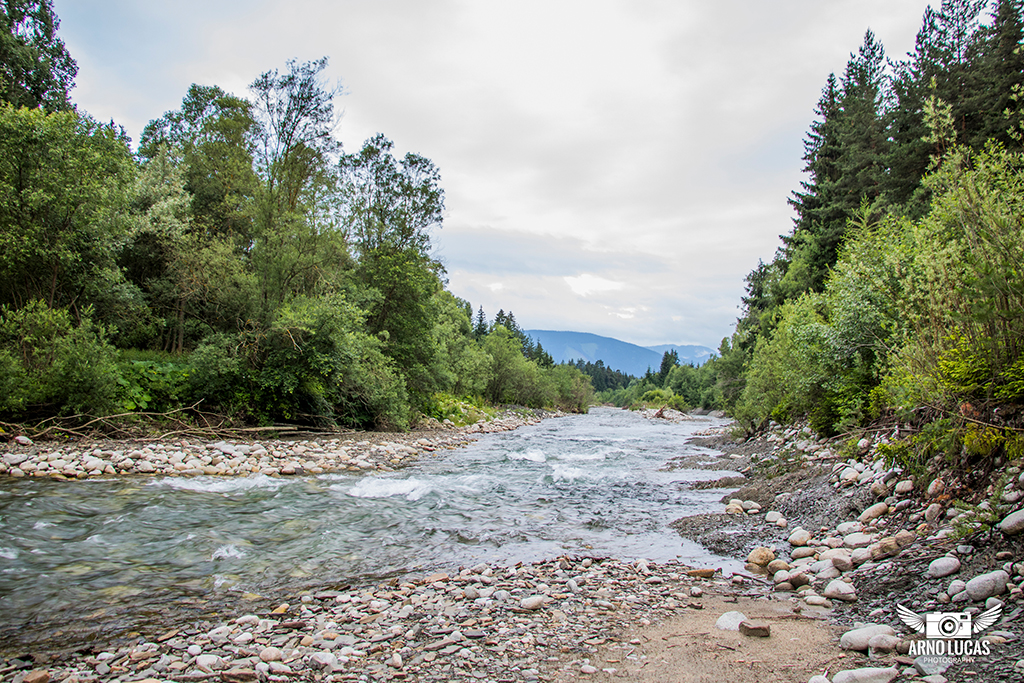
Rivier Belá nabij Vavrišovo
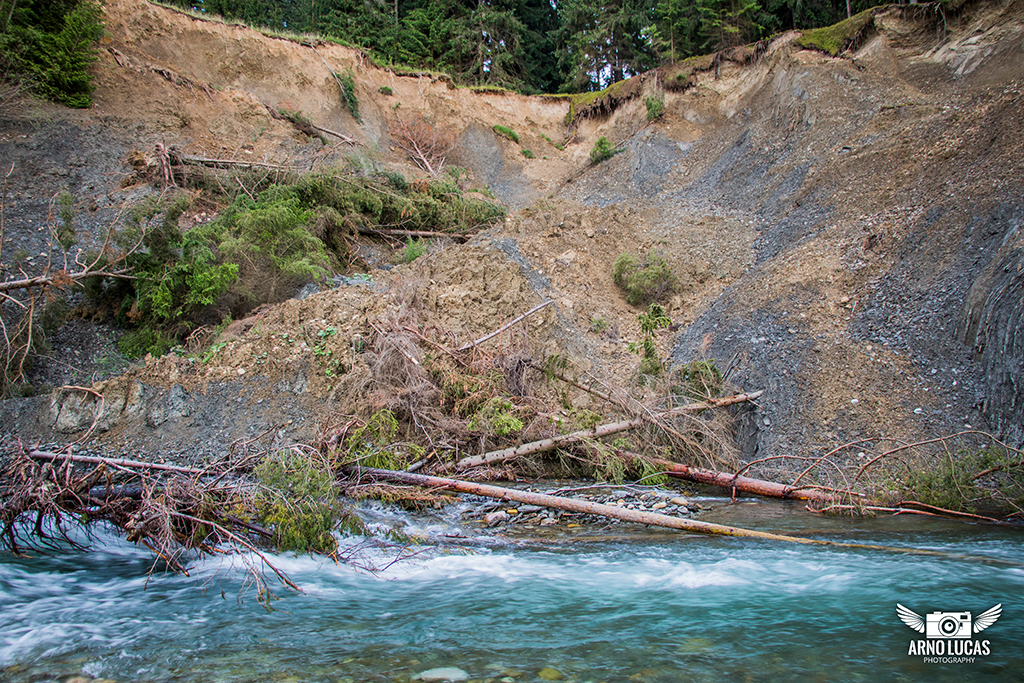
Rivier Belá nabij Vavrišovo
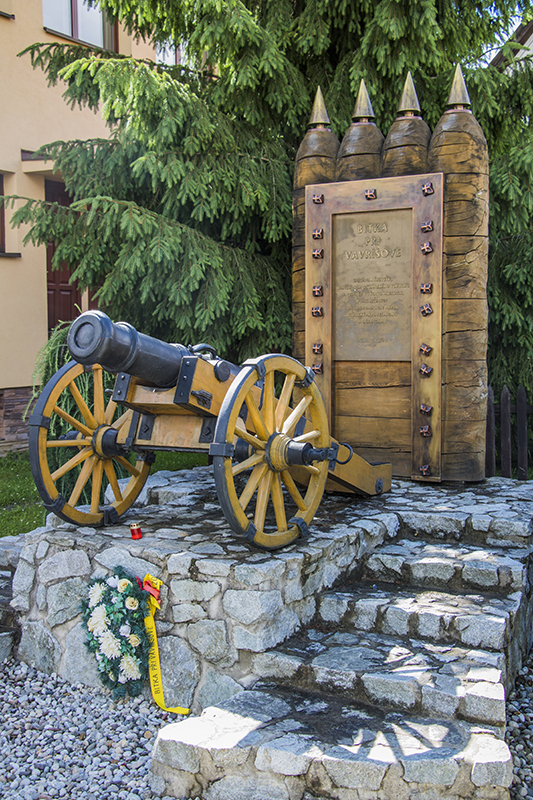
Monument 'Bitka pri Vavrišove'
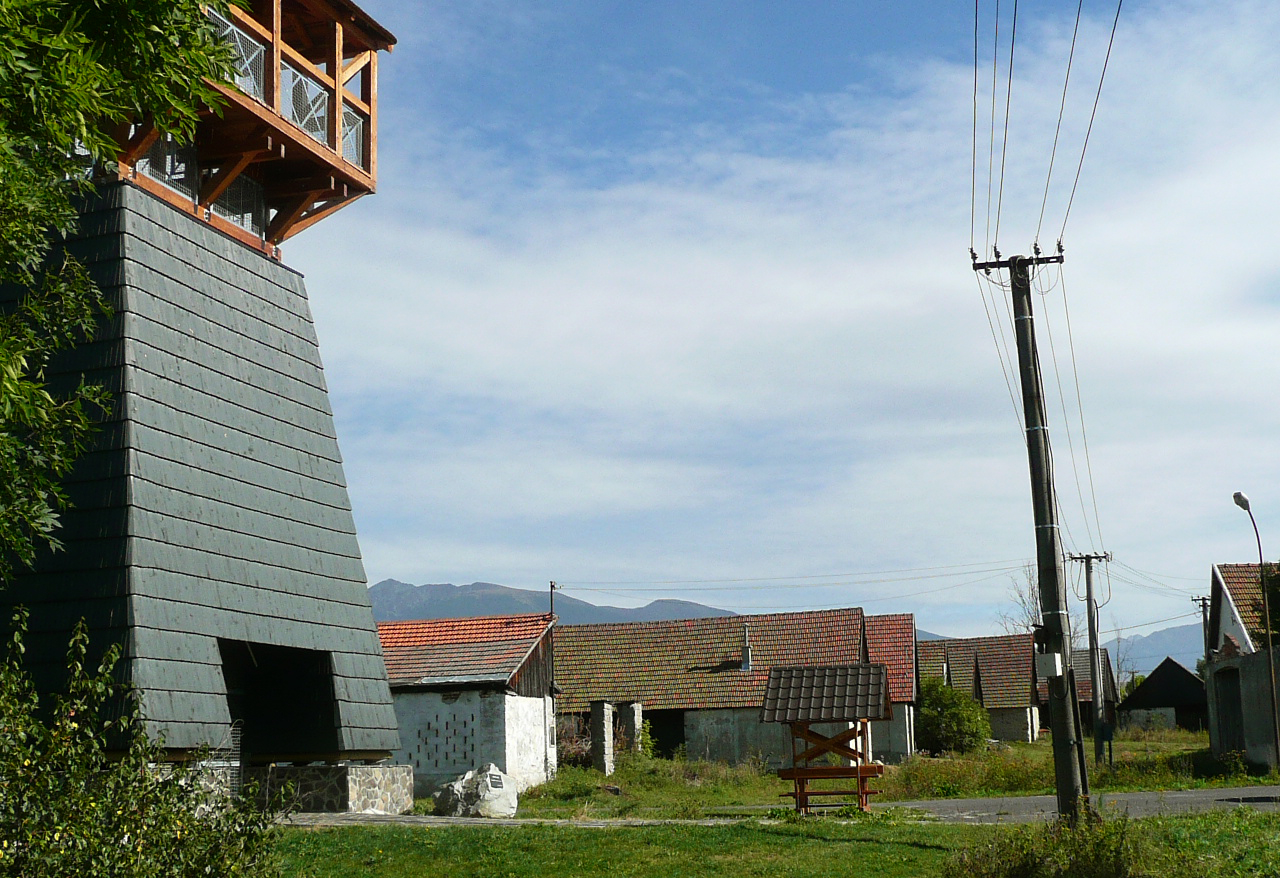
Links op de foto staat het museum in Vavrišovo
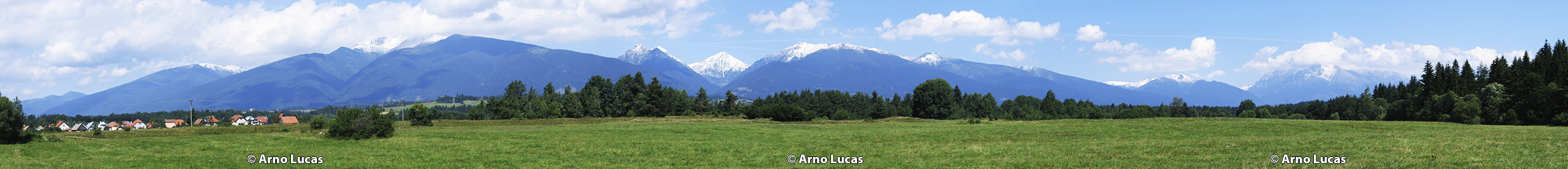
Hoge Tatra  gezien vanuit Vavrišovo
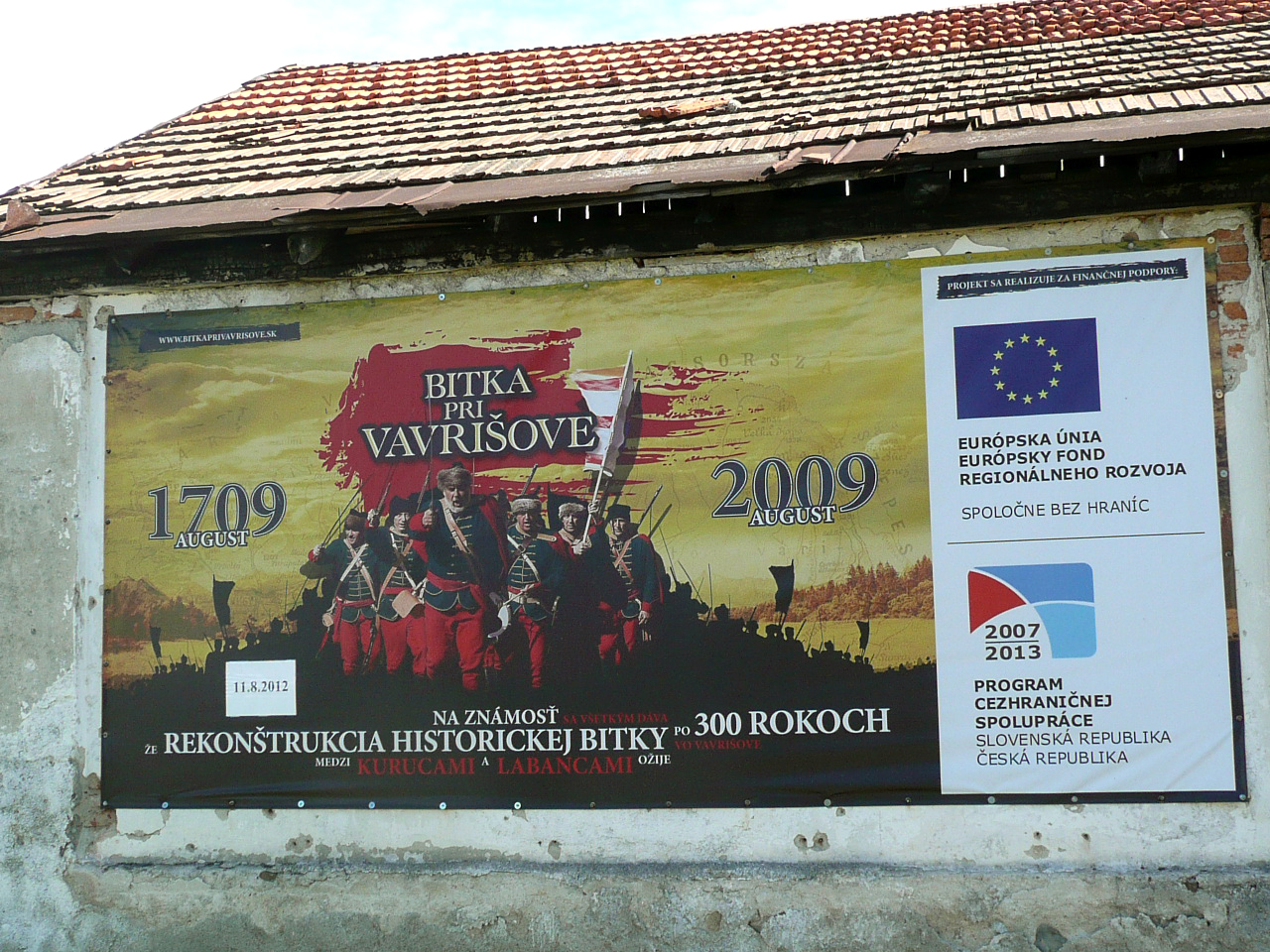
Poster Slag om Vavrišovo